# Aigars Vitols
Aigars Vitols  (Riga, 15 de febrero de 1976) es un exjugador de baloncesto letón. 

## Equipos
- VEF Adazi. Categorías inferiores.
- 1994-98 LBL. Metropole Talsi.
- 1998-02 LBL. BK Ventspils.
- 2002-03 KZS. Slovan Ljubljana.
- 2002-03 LBL. BK Barons Riga.
- 2002-03 LBL. BK Skonto Riga.
- 2003-05 LBL. BK Ventspils.
- 2005-06 ACB. Baloncesto Fuenlabrada.
- 2006-08 LBL. BK Ventspils.
- 2008-09 LBL. ASK Riga.
- 2009-11 LBL. BK Barons Riga.
- 2011 LBL. B.K. Jūrmala
- 2009-11 LBL. B.K. Jēkabpils